# Czwarty rząd Victora Ponty
Czwarty rząd Victora Ponty – rząd Rumunii funkcjonujący od 17 grudnia 2014 do 17 listopada 2015.
W grudniu 2014 Demokratyczny Związek Węgrów w Rumunii, wkrótce po przegranej przez premiera w wyborach prezydenckich, wystąpił z koalicji wspierającej trzeci rząd Victora Ponty. W konsekwencji Victor Ponta powołał swój kolejny gabinet z udziałem Partii Socjaldemokratycznej (PSD), Narodowego Związku na rzecz Rozwoju Rumunii (UNPR), Partii Konserwatywnej (PC) i Partii Liberalno-Reformatorskiej (PLR). Rząd rozpoczął funkcjonowanie 17 grudnia.
Pod koniec października 2015 doszło do pożaru w klubie nocnym w Bukareszcie, w wyniku którego zginęło kilkadziesiąt osób. W następstwie wybuchły masowe demonstracje, protestujący domagali się m.in. dymisji premiera, któremu przypisywali odpowiedzialność za to zdarzenie. 4 listopada 2015 Victor Ponta ogłosił swoją rezygnację. Następnego dnia obowiązki premiera przejął Sorin Cîmpeanu. Kilka dni później ustąpił wicepremier Gabriel Oprea. 17 listopada urzędowanie rozpoczął techniczny gabinet Daciana Cioloșa.

## Skład rządu
- Premier: Victor Ponta (PSD, do listopada 2015)
- Wicepremier, minister spraw wewnętrznych: Gabriel Oprea (UNPR, do listopada 2015)
- Minister rozwoju regionalnego i administracji publicznej: Liviu Dragnea (PSD, do maja 2015), Sevil Shhaideh (PSD, od maja 2015)
- Minister finansów publicznych: Darius Vâlcov (PSD, do marca 2015), Eugen Teodorovici (PSD, od marca 2015)
- Minister rolnictwa i rozwoju wsi: Daniel Constantin (PC)
- Minister spraw zagranicznych: Bogdan Aurescu (bezp.)
- Minister obrony narodowej: Mircea Dușa (PSD)
- Minister sprawiedliwości: Robert Cazanciuc (PSD)
- Minister środowiska, gospodarki wodnej i leśnictwa: Grațiela-Leocadia Gavrilescu (PLR)
- Minister gospodarki: Mihai Tudose (PSD)
- Minister ds. łączności i społeczeństwa informacyjnego: Sorin Grindeanu (PSD)
- Minister zdrowia: Nicolae Bănicioiu (PSD)
- Minister edukacji i badań naukowych: Sorin Cîmpeanu (bezp.)
- Minister pracy, rodziny, ochrony socjalnej i osób starszych: Rovana Plumb (PSD)
- Minister ds. funduszy europejskich: Eugen Teodorovici (PSD, do marca 2015), Marius Nica (PSD, od marca 2015)
- Minister transportu: Ioan Rus (PSD, do czerwca 2015), Iulian Matache (PSD, od lipca 2015)
- Minister kultury: Ioan Vulpescu (PSD)
- Minister młodzieży i sportu: Gabriela Szabó (PSD)
- Minister ds. energii, małej i średniej przedsiębiorczości oraz biznesu: Andrei Gerea (PLR)
- Minister delegowany ds. kontaktów z parlamentem: Eugen Nicolicea (UNPR)
- Minister delegowany ds. diaspory: Angel Tîlvăr (PSD)
- Minister delegowany ds. dialogu społecznego: Liviu Pop (PSD)